# Butterflies and Elvis
Butterflies and Elvis — четвёртый студийный альбом исландской певицы Йоханны, её дебютный взрослый альбом (первые три альбома вышли в 2000—2003 годах, когда ей было 10—13 лет). Издан в 2008 году.

## Об альбоме
Butterflies and Elvis записан в Дании в 2008 году с британским автором Ли Хорроксом и звукорежиссёром Томасом Ецци. Butterflies and Elvis стал очень популярен в Исландии, треки из альбома занимали первые строчки исландских чартов.
Вторая волна популярности альбома началась после триумфального второго места Йоханны на конкурсе Евровидение 2009 в Москве. Альбом был переиздан, в него была внесена песня «Is It True?», принёсшая Йоханне второе место на Евровидении. По мнению певицы и критиков, композиция очень удачно подходит к другим песням альбома, хоть она и написана другими авторами и выпущена гораздо позже.
В июне 2009 года Йоханна подписала контракт с Warner Music Sweden на выпуск альбома Butterflies and Elvis в Швеции, Норвегии, Финляндии и Дании.
9 октября 2009 состоялся релиз альбома в Польше.

## Список композиций
1. «Beautiful Silence» — 3:51
2. «Say Goodbye» — 3:17
3. «Indian Ropetrick» — 3:57
4. «Butterflies and Elvis» — 4:51
5. «Funny Thing Is» — 3:40
6. «Worryfish» — 3:42
7. «Lose Myself» — 2:18
8. «Spaceman» — 3:36
9. «I Miss You» — 3:51
10. «Rainbow Girl» — 2:49
11. «The River Is Dry» — 3:34
12. «Walking On Water» — 4:13
13. «White Bicycle» — 3:31

## Чарты
| Чарт (2009)         | Место |
| ------------------- | ----- |
| Swedish Album Chart | 19    |

|  | В статье не хватает ссылок на источники (см. рекомендации по поиску). Информация должна быть проверяема, иначе она может быть удалена. Вы можете отредактировать статью, добавив ссылки на авторитетные источники в виде сносок. (11 мая 2011) |